# 연탄군
연탄군(燕灘郡)은 조선민주주의인민공화국 황해북도의 북부에 위치하는 군이다.

## 지리
동쪽으로 수안군·연산군, 남쪽으로 서흥군·봉산군, 서쪽으로 사리원시·황주군, 북쪽으로 평양직할시 상원군과 접한다.

## 역사
해방 전에는 황주군의 일부였다. 1952년 12월에 황주군의 구락면, 도치면, 인교면과 서흥군의 도면, 소사면, 세평면과 수안군 률계면의 6개 리를 합병해 연탄군(연탄읍, 19개 리)을 신설했다. 1990년에 성산리가 사리원시에 편입됐다.

## 행정 구역
1읍 16리로 구성된다.
- 연탄읍 (燕灘邑)
- 미산리 (眉山里)
- 월룡리 (月龍里)
- 금봉리 (金鳳里)
- 도치리 (都峙里)
- 칠봉리 (七峰里)
- 수봉리 (秀峰里)
- 창매리 (昌梅里)
- 봉재리 (鳳在里)
- 풍답리 (豊沓里)
- 신흥리 (新興里)
- 신금리 (新金里)
- 오봉리 (五峰里)
- 문화리 (文化里)
- 성매리 (城梅里)
- 장운리 (長雲里)
- 송죽리 (松竹里)